# La Raya, San Luis Potosí
La Raya är en ort i Mexiko.   Den ligger i kommunen Ciudad Valles och delstaten San Luis Potosí, i den centrala delen av landet, 280 km norr om huvudstaden Mexico City. La Raya ligger 101 meter över havet och antalet invånare är 143.
Terrängen runt La Raya är platt åt sydväst, men åt nordost är den kuperad. Runt La Raya är det ganska tätbefolkat, med 78 invånare per kvadratkilometer. Närmaste större samhälle är Ciudad Valles, 6,7 km väster om La Raya. Omgivningarna runt La Raya är en mosaik av jordbruksmark och naturlig växtlighet.